# Cordia guineensis
Cordia guineensis là loài thực vật có hoa trong họ Mồ hôi. Loài này được Thonn. mô tả khoa học đầu tiên năm 1827.